# Dave Days
David Joseph Colditz, född 13 augusti 1991 i Dowingtown, Pennsylvania, mer känd som Dave Days, är en amerikansk musiker, underhållare och Youtube-profil, som för närvarande är bosatt i Los Angeles. Han är mest känd för sin Youtube-kanal, där han har gjort poppunk-covers och parodier på populära låtar. 
I augusti 2025 hade Days Youtube-kanal knappt 1,5 miljoner prenumeranter, och hans mest populära video hade visats över 52 miljoner gånger.